# (8992) Magnanimity
(8992) Magnanimity es un asteroide perteneciente al cinturón de asteroides descubierto por el equipo del Observatorio de la Montaña Púrpura desde el observatorio homónimo de Nankín, China, el 14 de octubre de 1980.

## Designación y nombre
Magnanimity fue designado inicialmente como 1980 TE7.
Posteriormente, en 2001, el Comité de Nomenclatura para los Cuerpos Menores denominó al asteroide «Magnanimity» en recuerdo de la magnanimidad demostrada por las gentes hacia los amigos y familiares de las víctimas del ataque terrorista a las torres gemelas de Nueva York.

## Características orbitales
Magnanimity orbita a una distancia media de 2,391 ua del Sol, pudiendo acercarse hasta 1,889 ua y alejarse hasta 2,892 ua. Su excentricidad es 0,2098 y la inclinación orbital 7,914 grados. Emplea en completar una órbita alrededor del Sol 1350 días. El movimiento de Magnanimity sobre el fondo estelar es de 0,2667 grados por día.

## Características físicas
La magnitud absoluta de Magnanimity es 13,4 y el periodo de rotación de 20,72 horas.